# Nils Ohlson
Nils "Knas" Gustav Ohlson, ursprungligen Ohlsson, född 23 januari 1910 i Spånga, död 21 januari 1970 i Stockholm, var svensk skådespelare och revyskådespelare.
Ohlson var en av originalmedlemmarna i crazytrion Tre Knas som bildades 1942. Hela trion engagerades vid Casinoteatern 1946. Han ersattes i Tre Knas 1948 av Curt "Minimal" Åström. Ohlson är begravd på Norra begravningsplatsen utanför Stockholm.

## Filmografi (urval)
- 1948 – Loffe som miljonär
- 1950 – Stjärnsmäll i Frukostklubben
- 1950 – Loffe blir polis
- 1951 – 91 Karlssons bravader
- 1954 – Sju svarta "Be-Hå"
- 1956 – Suss gott
- 1957 – Nattens ljus
- 1959 – 91:an Karlsson muckar (tror han)
- 1959 – Guldgrävarna
- 1962 – En nolla för mycket

## Teater

### Roller (ej komplett)
| År   | Roll                               | Produktion                                                   | Regi                        | Teater         |
| ---- | ---------------------------------- | ------------------------------------------------------------ | --------------------------- | -------------- |
| 1953 | Medverkande                        | Operation knätofs, revy Stig Bergendorff och Gösta Bernhard  | Gösta Bernhard              | Casinoteatern  |
| 1955 | Medverkande                        | C:55, revy Stig Bergendorff och Gösta Bernhard               | Gösta Bernhard              | Casinoteatern  |
| 1956 | Medverkande                        | ABC-Revyn 1956 Stig Bergendorff och Gösta Bernhard           | Gösta Bernhard              | Folkparksturné |
| 1956 | Olsson, mannen som visste för lite | Pippi, you know, revy Stig Bergendorff och Gösta Bernhard    | Gösta Bernhard              | Casinoteatern  |
| 1957 | Medverkande                        | ABC-Revyn 1957 Stig Bergendorff och Gösta Bernhard           | Gösta Bernhard              | Folkparksturné |
| 1959 | Medverkande                        | Oh, revy Stig Bergendorff och Gösta Bernhard                 | Gösta Bernhard              | Casinoteatern  |
| 1961 | Medverkande                        | Crazy på burk, revy Stig Bergendorff och Gösta Bernhard      | Gösta Bernhard              | Casinoteatern  |
| 1961 | Medverkande                        | TV-revyn 16 tummar, revy Stig Bergendorff och Gösta Bernhard | Gösta Bernhard Sven Paddock | Casinoteatern  |